# 阿卡副革單棘魨
阿卡副革單棘魨，為輻鰭魚綱魨形目鱗魨亞目單棘魨科的其中一種，為熱帶海水魚，分布於印度洋海域，棲息在底層水域，以珊瑚為食，生活習性不明。